# 세이내요엔 얄카팔로케르호
세이내요엔 얄카팔로케르호(핀란드어: Seinäjoen Jalkapallokerho ;SJK)는 핀란드 세이내요키를 연고로 하는 축구 클럽이다. 이 팀은 2007년에 창단되었으며 현재는 베이카우스리가에 참가하고 있다.

## 성적
- 베이카우스리가 1회 우승 (2015)
- 핀란드 리그컵 1회 우승 (2014)
- 위쾨넨 1회 우승 (2013)
- 카코넨 1회 우승 (2011)
- 핀란드컵 1회 우승 (2016)

## 선수 명단

### 현역
- 라스무스 카자라이넨(2024 ~ )
- 빌레 티카넨(2017 ~ )
- 누아 레인(2021 ~ )
- 하이메 모레노 시오르시아리(2023 ~ )